# 16 d'Aquari
16 d'Aquari (16 Aquarii) és una estrella de la Constel·lació d'Aquari. Té una magnitud aparent de 5,87.